# Potez 661
Dimensions
L'avion Potez 661 a été construit par Potez Aviation. Il est dérivé d'un projet de bombardier. Un seul exemplaire a été construit, le "Ville de Bamako", mis en service pour Air Mali. Il sera suivi du Potez 662 à la demande de l'Armée de l'air.

## Caractéristiques
C'est un avion de construction métallique.

## Sources